# Bunnings NPC 2022
Bunnings NPC 2022 – siedemnasta edycja National Provincial Championship, mistrzostw nowozelandzkich prowincji w rugby union, a czterdziesta siódma ogółem. Zawody odbyły się w dniach 5 sierpnia – 22 października 2022 roku.
Na początku lutego 2022 roku New Zealand Rugby Union ogłosił reorganizację formatu rozgrywek – po raz pierwszy od edycji 2010 drużyny nie rywalizowały w dwóch hierarchicznie ułożonych dywizjach o oddzielne trofea z systemem awansów i spadków pomiędzy nimi. Czternaście uczestniczących zespołów rywalizowało w pierwszej fazie podzielone na dwie siedmiozespołowe konferencje, a podzielone zostały według miejsc zajętych w poprzednim sezonie. Rozgrywały one spotkania systemem kołowym ze wszystkimi zespołami z własnej grupy, dodatkowo każda drużyna rozgrywała cztery spotkania z zespołami z drugiej grupy. Najlepsza czwórka z każdej grupy zyskała awans do trzyrundowej fazy pucharowej – ćwierćfinały zaplanowano w ramach konferencji, ich zwycięzcy awansowali do półfinałów, gdzie zmierzyli się z zespołami z przeciwnej grupy. Zwycięzca meczu w fazie grupowej zyskiwał cztery punkty, za remis przysługiwały dwa punkty, porażka nie była punktowana, a zdobycie przynajmniej czterech przyłożeń lub przegrana nie więcej niż siedmioma punktami premiowana była natomiast punktem bonusowym. W przypadku tej samej liczby punktów przy ustalaniu pozycji w grupie brane były pod uwagę kolejno następujące kryteria: wynik bezpośredniego meczu między zainteresowanymi drużynami, lepsza różnica punktów zdobytych i straconych we wszystkich meczach grupowych, wyższa liczba zdobytych przyłożeń, wyższa liczba zdobytych punktów, ostatecznie zaś rzut monetą. Zapowiedź zawodów i składy zespołów.
Harmonogram rozgrywek został opublikowany w połowie maja 2022 roku. Przed każdą kolejką wyznaczano sędziów pojedynków, a po jej zakończeniu publikowano jej podsumowanie.
W decydującym pojedynku Wellington pokonał Canterbury przerywając passę sześciu przegranych finałów zdobywając tym samym pierwszy od 2000 roku tytuł mistrzowski. Najwięcej punktów (147) w sezonie zdobył Fergus Burke, w klasyfikacji przyłożeń z trzynastoma zwyciężył zaś Tevita Li. Najlepszym zawodnikiem tej edycji został uznany Bryn Gatland.

## Faza grupowa

### Mecze
| 5 sierpnia 202219:05 | Manawatu | 15:62 | Canterbury | Central Energy Trust Arena, Palmerston North Sędzia: Dan Waenga |
| 5 sierpnia 202219:05 |          | 15:62 |            | Central Energy Trust Arena, Palmerston North Sędzia: Dan Waenga |

| 6 sierpnia 202214:05 | Counties Manukau | 23:22 | Otago | Navigation Homes Stadium, Pukekohe Sędzia: Brendon Pickerill |
| 6 sierpnia 202214:05 |                  | 23:22 |       | Navigation Homes Stadium, Pukekohe Sędzia: Brendon Pickerill |

| 6 sierpnia 202216:35 | Waikato | 32:32 | Hawke’s Bay | FMG Stadium Waikato, Hamilton Sędzia: Nick Briant |
| 6 sierpnia 202216:35 |         | 32:32 |             | FMG Stadium Waikato, Hamilton Sędzia: Nick Briant |

| 6 sierpnia 202219:05 | Auckland | 36:26 | North Harbour | Eden Park, Auckland Sędzia: James Doleman |
| 6 sierpnia 202219:05 |          | 36:26 |               | Eden Park, Auckland Sędzia: James Doleman |

| 7 sierpnia 202214:05 | Taranaki | 11:13 | Northland | Pukekura Park, New Plymouth Sędzia: Jono Bredin |
| 7 sierpnia 202214:05 |          | 11:13 |           | Pukekura Park, New Plymouth Sędzia: Jono Bredin |

| 7 sierpnia 202214:05 | Tasman | 27:20 | Southland | Lansdowne Park, Blenheim Sędzia: Ben O’Keeffe |
| 7 sierpnia 202214:05 |        | 27:20 |           | Lansdowne Park, Blenheim Sędzia: Ben O’Keeffe |

| 7 sierpnia 202216:35 | Wellington | 37:35 | Bay of Plenty | Sky Stadium, Wellington Sędzia: Paul Williams |
| 7 sierpnia 202216:35 |            | 37:35 |               | Sky Stadium, Wellington Sędzia: Paul Williams |

| 10 sierpnia 202219:05 | Manawatu | 18:45 | Auckland | Central Energy Trust Arena, Palmerston North Sędzia: Mike Fraser |
| 10 sierpnia 202219:05 |          | 18:45 |          | Central Energy Trust Arena, Palmerston North Sędzia: Mike Fraser |

| 12 sierpnia 202219:05 | Hawke’s Bay | 33:32 | Counties Manukau | McLean Park, Napier Sędzia: Ben O’Keeffe |
| 12 sierpnia 202219:05 |             | 33:32 |                  | McLean Park, Napier Sędzia: Ben O’Keeffe |

| 13 sierpnia 202214:05 | Otago | 25:19 | Tasman | Forsyth Barr Stadium, Dunedin Sędzia: Dan Waenga |
| 13 sierpnia 202214:05 |       | 25:19 |        | Forsyth Barr Stadium, Dunedin Sędzia: Dan Waenga |

| 13 sierpnia 202216:35 | Northland | 10:16 | Waikato | Semenoff Stadium, Whangarei Sędzia: Stu Curran |
| 13 sierpnia 202216:35 |           | 10:16 |         | Semenoff Stadium, Whangarei Sędzia: Stu Curran |

| 13 sierpnia 202219:05 | Canterbury | 43:10 | Wellington | Orangetheory Stadium, Christchurch Sędzia: James Doleman |
| 13 sierpnia 202219:05 |            | 43:10 |            | Orangetheory Stadium, Christchurch Sędzia: James Doleman |

| 14 sierpnia 202214:05 | Bay of Plenty | 46:6 | Taranaki | Tauranga Domain, Tauranga Sędzia: Brendon Pickerill |
| 14 sierpnia 202214:05 |               | 46:6 |          | Tauranga Domain, Tauranga Sędzia: Brendon Pickerill |

| 14 sierpnia 202214:05 | Southland | 23:24 | Auckland | Rugby Park Stadium, Invercargill Sędzia: Jono Bredin |
| 14 sierpnia 202214:05 |           | 23:24 |          | Rugby Park Stadium, Invercargill Sędzia: Jono Bredin |

| 14 sierpnia 202216:35 | North Harbour | 64:14 | Manawatu | North Harbour Stadium, Auckland Sędzia: Paul Williams |
| 14 sierpnia 202216:35 |               | 64:14 |          | North Harbour Stadium, Auckland Sędzia: Paul Williams |

| 17 sierpnia 202219:05 | Otago | 18:13 | Hawke’s Bay | Forsyth Barr Stadium, Dunedin Sędzia: Marcus Playle |
| 17 sierpnia 202219:05 |       | 18:13 |             | Forsyth Barr Stadium, Dunedin Sędzia: Marcus Playle |

| 19 sierpnia 202219:05 | Counties Manukau | 20:34 | Waikato | Navigation Homes Stadium, Pukekohe Sędzia: Angus Mabey |
| 19 sierpnia 202219:05 |                  | 20:34 |         | Navigation Homes Stadium, Pukekohe Sędzia: Angus Mabey |

| 20 sierpnia 202214:05 | Taranaki | 16:10 | Canterbury | Pukekura Park, New Plymouth Sędzia: Brendon Pickerill |
| 20 sierpnia 202214:05 |          | 16:10 |            | Pukekura Park, New Plymouth Sędzia: Brendon Pickerill |

| 20 sierpnia 202214:05 | Wellington | 6:15 | Northland | Jerry Collins Stadium, Porirua Sędzia: Cam Stone |
| 20 sierpnia 202214:05 |            | 6:15 |           | Jerry Collins Stadium, Porirua Sędzia: Cam Stone |

| 20 sierpnia 202216:35 | North Harbour | 35:27 | Tasman | North Harbour Stadium, Auckland Sędzia: Damon Murphy |
| 20 sierpnia 202216:35 |               | 35:27 |        | North Harbour Stadium, Auckland Sędzia: Damon Murphy |

| 21 sierpnia 202214:05 | Auckland | 17:21 | Bay of Plenty | Eden Park, Auckland Sędzia: Paul Williams |
| 21 sierpnia 202214:05 |          | 17:21 |               | Eden Park, Auckland Sędzia: Paul Williams |

| 21 sierpnia 202214:05 | Southland | 32:37 | Otago | Rugby Park Stadium, Invercargill Sędzia: James Doleman |
| 21 sierpnia 202214:05 |           | 32:37 |       | Rugby Park Stadium, Invercargill Sędzia: James Doleman |

| 21 sierpnia 202216:35 | Manawatu | 17:43 | Hawke’s Bay | Central Energy Trust Arena, Palmerston North Sędzia: Ben O’Keeffe |
| 21 sierpnia 202216:35 |          | 17:43 |             | Central Energy Trust Arena, Palmerston North Sędzia: Ben O’Keeffe |

| 26 sierpnia 202217:35 | Tasman | 20:52 | Canterbury | Lansdowne Park, Blenheim Sędzia: Mike Fraser |
| 26 sierpnia 202217:35 |        | 20:52 |            | Lansdowne Park, Blenheim Sędzia: Mike Fraser |

| 26 sierpnia 202219:35 | Waikato | 53:6 | Manawatu | FMG Stadium Waikato, Hamilton Sędzia: Stu Catley |
| 26 sierpnia 202219:35 |         | 53:6 |          | FMG Stadium Waikato, Hamilton Sędzia: Stu Catley |

| 27 sierpnia 202214:05 | Hawke’s Bay | 25:23 | North Harbour | McLean Park, Napier Sędzia: Angus Mabey |
| 27 sierpnia 202214:05 |             | 25:23 |               | McLean Park, Napier Sędzia: Angus Mabey |

| 27 sierpnia 202216:35 | Auckland | 35:17 | Otago | Eden Park, Auckland Sędzia: Cam Stone |
| 27 sierpnia 202216:35 |          | 35:17 |       | Eden Park, Auckland Sędzia: Cam Stone |

| 28 sierpnia 202214:05 | Bay of Plenty | 13:18 | Counties Manukau | Tauranga Domain, Tauranga Sędzia: Nick Briant |
| 28 sierpnia 202214:05 |               | 13:18 |                  | Tauranga Domain, Tauranga Sędzia: Nick Briant |

| 28 sierpnia 202214:05 | Wellington | 31:25 | Taranaki | Sky Stadium, Wellington Sędzia: Stu Curran |
| 28 sierpnia 202214:05 |            | 31:25 |          | Sky Stadium, Wellington Sędzia: Stu Curran |

| 28 sierpnia 202216:35 | Northland | 32:19 | Southland | Semenoff Stadium, Whangarei Sędzia: Mike Winter |
| 28 sierpnia 202216:35 |           | 32:19 |           | Semenoff Stadium, Whangarei Sędzia: Mike Winter |

| 31 sierpnia 202219:05 | Canterbury | 35:22 | North Harbour | Orangetheory Stadium, Christchurch Sędzia: Jono Bredin |
| 31 sierpnia 202219:05 |            | 35:22 |               | Orangetheory Stadium, Christchurch Sędzia: Jono Bredin |

| 2 września 202219:05 | Manawatu | 26:36 | Tasman | Central Energy Trust Arena, Palmerston North Sędzia: Nick Hogan |
| 2 września 202219:05 |          | 26:36 |        | Central Energy Trust Arena, Palmerston North Sędzia: Nick Hogan |

| 3 września 202214:05 | Northland | 23:22 | Auckland | Semenoff Stadium, Whangarei Sędzia: Stu Catley |
| 3 września 202214:05 |           | 23:22 |          | Semenoff Stadium, Whangarei Sędzia: Stu Catley |

| 3 września 202214:05 | Taranaki | 6:21 | Waikato | Yarrow Stadium, New Plymouth Sędzia: Angus Mabey |
| 3 września 202214:05 |          | 6:21 |         | Yarrow Stadium, New Plymouth Sędzia: Angus Mabey |

| 3 września 202216:35 | Southland | 28:41 | Wellington | Rugby Park Stadium, Invercargill Sędzia: Marcus Playle |
| 3 września 202216:35 |           | 28:41 |            | Rugby Park Stadium, Invercargill Sędzia: Marcus Playle |

| 4 września 202214:05 | Canterbury | 32:28 | Hawke’s Bay | Orangetheory Stadium, Christchurch Sędzia: James Doleman |
| 4 września 202214:05 |            | 32:28 |             | Orangetheory Stadium, Christchurch Sędzia: James Doleman |

| 4 września 202214:05 | Otago | 27:33 | Bay of Plenty | Forsyth Barr Stadium, Dunedin Sędzia: Mike Fraser |
| 4 września 202214:05 |       | 27:33 |               | Forsyth Barr Stadium, Dunedin Sędzia: Mike Fraser |

| 4 września 202216:35 | North Harbour | 37:12 | Counties Manukau | North Harbour Stadium, Auckland Sędzia: Mike Winter |
| 4 września 202216:35 |               | 37:12 |                  | North Harbour Stadium, Auckland Sędzia: Mike Winter |

| 7 września 202219:05 | Tasman | 19:25 | Wellington | Trafalgar Park, Nelson Sędzia: Brendon Pickerill |
| 7 września 202219:05 |        | 19:25 |            | Trafalgar Park, Nelson Sędzia: Brendon Pickerill |

| 9 września 202219:05 | Waikato | 30:15 | Auckland | FMG Stadium Waikato, Hamilton Sędzia: Brendon Pickerill |
| 9 września 202219:05 |         | 30:15 |          | FMG Stadium Waikato, Hamilton Sędzia: Brendon Pickerill |

| 10 września 202214:05 | Hawke’s Bay | 69:24 | Southland | McLean Park, Napier Sędzia: Nick Briant |
| 10 września 202214:05 |             | 69:24 |           | McLean Park, Napier Sędzia: Nick Briant |

| 10 września 202216:35 | North Harbour | 34:48 | Bay of Plenty | North Harbour Stadium, Auckland Sędzia: Paul Williams |
| 10 września 202216:35 |               | 34:48 |               | North Harbour Stadium, Auckland Sędzia: Paul Williams |

| 10 września 202219:05 | Counties Manukau | 41:33 | Manawatu | Navigation Homes Stadium, Pukekohe Sędzia: Marcus Playle |
| 10 września 202219:05 |                  | 41:33 |          | Navigation Homes Stadium, Pukekohe Sędzia: Marcus Playle |

| 11 września 202214:05 | Tasman | 38:27 | Taranaki | Trafalgar Park, Nelson Sędzia: Ben O’Keeffe |
| 11 września 202214:05 |        | 38:27 |          | Trafalgar Park, Nelson Sędzia: Ben O’Keeffe |

| 11 września 202214:05 | Wellington | 32:26 | Otago | Sky Stadium, Wellington Sędzia: Angus Mabey |
| 11 września 202214:05 |            | 32:26 |       | Sky Stadium, Wellington Sędzia: Angus Mabey |

| 11 września 202216:35 | Canterbury | 46:17 | Northland | Orangetheory Stadium, Christchurch Sędzia: Stu Curran |
| 11 września 202216:35 |            | 46:17 |           | Orangetheory Stadium, Christchurch Sędzia: Stu Curran |

| 14 września 202219:05 | Waikato | 54:24 | Southland | FMG Stadium Waikato, Hamilton Sędzia: Jono Bredin |
| 14 września 202219:05 |         | 54:24 |           | FMG Stadium Waikato, Hamilton Sędzia: Jono Bredin |

| 16 września 202219:05 | Taranaki | 34:24 | Manawatu | Yarrow Stadium, New Plymouth Sędzia: Mike Winter |
| 16 września 202219:05 |          | 34:24 |          | Yarrow Stadium, New Plymouth Sędzia: Mike Winter |

| 17 września 202214:05 | Counties Manukau | 39:44 | Canterbury | Navigation Homes Stadium, Pukekohe Sędzia: Cam Stone |
| 17 września 202214:05 |                  | 39:44 |            | Navigation Homes Stadium, Pukekohe Sędzia: Cam Stone |

| 17 września 202216:35 | Auckland | 30:27 | Tasman | Eden Park, Auckland Sędzia: Paul Williams |
| 17 września 202216:35 |          | 30:27 |        | Eden Park, Auckland Sędzia: Paul Williams |

| 17 września 202219:05 | Hawke’s Bay | 12:19 | Wellington | McLean Park, Napier Sędzia: Brendon Pickerill |
| 17 września 202219:05 |             | 12:19 |            | McLean Park, Napier Sędzia: Brendon Pickerill |

| 18 września 202214:05 | Bay of Plenty | 54:21 | Southland | Tauranga Domain, Tauranga Sędzia: Dan Waenga |
| 18 września 202214:05 |               | 54:21 |           | Tauranga Domain, Tauranga Sędzia: Dan Waenga |

| 18 września 202214:05 | Otago | 27:20 | Waikato | Forsyth Barr Stadium, Dunedin Sędzia: Ben O’Keeffe |
| 18 września 202214:05 |       | 27:20 |         | Forsyth Barr Stadium, Dunedin Sędzia: Ben O’Keeffe |

| 18 września 202216:35 | Northland | 21:48 | North Harbour | Semenoff Stadium, Whangarei Sędzia: Marcus Playle |
| 18 września 202216:35 |           | 21:48 |               | Semenoff Stadium, Whangarei Sędzia: Marcus Playle |

| 21 września 202219:05 | Taranaki | 25:14 | Counties Manukau | Yarrow Stadium, New Plymouth Sędzia: Nick Hogan |
| 21 września 202219:05 |          | 25:14 |                  | Yarrow Stadium, New Plymouth Sędzia: Nick Hogan |

| 23 września 202219:05 | Canterbury | 38:20 | Auckland | Orangetheory Stadium, Christchurch Sędzia: Dan Waenga |
| 23 września 202219:05 |            | 38:20 |          | Orangetheory Stadium, Christchurch Sędzia: Dan Waenga |

| 24 września 202214:05 | Bay of Plenty | 20:14 | Hawke’s Bay | Tauranga Domain, Tauranga Sędzia: Angus Mabey |
| 24 września 202214:05 |               | 20:14 |             | Tauranga Domain, Tauranga Sędzia: Angus Mabey |

| 24 września 202214:05 | Tasman | 52:17 | Northland | Trafalgar Park, Nelson Sędzia: Mike Winter |
| 24 września 202214:05 |        | 52:17 |           | Trafalgar Park, Nelson Sędzia: Mike Winter |

| 24 września 202216:35 | Wellington | 34:6 | Waikato | Sky Stadium, Wellington Sędzia: Jono Bredin |
| 24 września 202216:35 |            | 34:6 |         | Sky Stadium, Wellington Sędzia: Jono Bredin |

| 25 września 202214:05 | Manawatu | 35:54 | Otago | Central Energy Trust Arena, Palmerston North Sędzia: Cam Stone |
| 25 września 202214:05 |          | 35:54 |       | Central Energy Trust Arena, Palmerston North Sędzia: Cam Stone |

| 25 września 202214:05 | North Harbour | 35:19 | Taranaki | North Harbour Stadium, Auckland Sędzia: Mike Fraser |
| 25 września 202214:05 |               | 35:19 |          | North Harbour Stadium, Auckland Sędzia: Mike Fraser |

| 25 września 202216:35 | Southland | 30:26 | Counties Manukau | Rugby Park Stadium, Invercargill Sędzia: Fraser Hannon |
| 25 września 202216:35 |           | 30:26 |                  | Rugby Park Stadium, Invercargill Sędzia: Fraser Hannon |

| 28 września 202216:05 | Bay of Plenty | 21:23 | Northland | Tauranga Domain, Tauranga Sędzia: Ben O’Keeffe |
| 28 września 202216:05 |               | 21:23 |           | Tauranga Domain, Tauranga Sędzia: Ben O’Keeffe |

| 30 września 202219:05 | Hawke’s Bay | 25:17 | Tasman | McLean Park, Napier Sędzia: Nick Briant |
| 30 września 202219:05 |             | 25:17 |        | McLean Park, Napier Sędzia: Nick Briant |

| 1 października 202214:05 | Southland | 8:66 | North Harbour | Rugby Park Stadium, Invercargill Sędzia: James Doleman |
| 1 października 202214:05 |           | 8:66 |               | Rugby Park Stadium, Invercargill Sędzia: James Doleman |

| 1 października 202216:35 | Auckland | 38:24 | Taranaki | Eden Park, Auckland Sędzia: Brendon Pickerill |
| 1 października 202216:35 |          | 38:24 |          | Eden Park, Auckland Sędzia: Brendon Pickerill |

| 1 października 202219:05 | Otago | 21:27 | Canterbury | Forsyth Barr Stadium, Dunedin Sędzia: Ben O’Keeffe |
| 1 października 202219:05 |       | 21:27 |            | Forsyth Barr Stadium, Dunedin Sędzia: Ben O’Keeffe |

| 2 października 202214:05 | Counties Manukau | 31:64 | Wellington | Navigation Homes Stadium, Pukekohe Sędzia: Cam Stone |
| 2 października 202214:05 |                  | 31:64 |            | Navigation Homes Stadium, Pukekohe Sędzia: Cam Stone |

| 2 października 202214:05 | Northland | 41:24 | Manawatu | Kaikohe Rugby Club, Kaikohe Sędzia: Angus Mabey |
| 2 października 202214:05 |           | 41:24 |          | Kaikohe Rugby Club, Kaikohe Sędzia: Angus Mabey |

| 2 października 202216:35 | Waikato | 35:34 | Bay of Plenty | FMG Stadium Waikato, Hamilton Sędzia: Paul Williams |
| 2 października 202216:35 |         | 35:34 |               | FMG Stadium Waikato, Hamilton Sędzia: Paul Williams |

## Faza pucharowa
|  |                     |               |                      |                      |    |            |                      |          |  |  |       |       |       |
|  | Ćwierćfinał         | Ćwierćfinał   | Ćwierćfinał          |                      |    | Półfinał   | Półfinał             | Półfinał |  |  | Finał | Finał | Finał |
|  | Ćwierćfinał         | Ćwierćfinał   | Ćwierćfinał          |                      |    | Półfinał   | Półfinał             | Półfinał |  |  | Finał | Finał | Finał |
|  | 8 października 2022 |               |                      |                      |    |            |                      |          |  |  |       |       |       |
|  |                     |               |                      |                      |    |            |                      |          |  |  |       |       |       |
|  | Canterbury          | Canterbury    | 23                   |                      |    |            |                      |          |  |  |       |       |       |
|  | Canterbury          | Canterbury    | 23                   | 15 października 2022 |    |            |                      |          |  |  |       |       |       |
|  | Northland           | Northland     | 16                   |                      |    |            |                      |          |  |  |       |       |       |
|  | Northland           | Northland     | 16                   |                      |    | Canterbury | Canterbury           | 24       |  |  |       |       |       |
|  | 9 października 2022 |               |                      |                      |    | Canterbury | Canterbury           | 24       |  |  |       |       |       |
|  |                     |               | Bay of Plenty        | Bay of Plenty        | 10 |            |                      |          |  |  |       |       |       |
|  | Waikato             | Waikato       | Bay of Plenty        | Bay of Plenty        | 10 | 27         |                      |          |  |  |       |       |       |
|  | Waikato             | Waikato       |                      |                      |    | 27         | 22 października 2022 |          |  |  |       |       |       |
|  | Bay of Plenty       | Bay of Plenty | 34                   |                      |    |            |                      |          |  |  |       |       |       |
|  | Bay of Plenty       | Bay of Plenty | 34                   |                      |    | Canterbury | Canterbury           | 18       |  |  |       |       |       |
|  | 8 października 2022 |               |                      |                      |    | Canterbury | Canterbury           | 18       |  |  |       |       |       |
|  |                     |               | Wellington           | Wellington           | 26 |            |                      |          |  |  |       |       |       |
|  | Wellington          | Wellington    | Wellington           | Wellington           | 26 | 28         |                      |          |  |  |       |       |       |
|  | Wellington          | Wellington    | 14 października 2022 |                      |    | 28         |                      |          |  |  |       |       |       |
|  | Hawke’s Bay         | Hawke’s Bay   | 21                   |                      |    |            |                      |          |  |  |       |       |       |
|  | Hawke’s Bay         | Hawke’s Bay   | 21                   |                      |    | Wellington | Wellington           | 54       |  |  |       |       |       |
|  | 7 października 2022 |               |                      |                      |    | Wellington | Wellington           | 54       |  |  |       |       |       |
|  |                     |               | Auckland             | Auckland             | 19 |            |                      |          |  |  |       |       |       |
|  | North Harbour       | North Harbour | Auckland             | Auckland             | 19 | 18         |                      |          |  |  |       |       |       |
|  | North Harbour       | North Harbour |                      |                      |    |            |                      |          |  |  |       |       |       |
|  | Auckland            | Auckland      | 21                   |                      |    |            |                      |          |  |  |       |       |       |
|  | Auckland            | Auckland      | 21                   |                      |    |            |                      |          |  |  |       |       |       |

| 8 października 202216:35 | Canterbury | 23:16 | Northland | Orangetheory Stadium, Christchurch Sędzia: James Doleman |
| 8 października 202216:35 |            | 23:16 |           | Orangetheory Stadium, Christchurch Sędzia: James Doleman |

| 9 października 202214:05 | Waikato | 27:34 | Bay of Plenty | FMG Stadium Waikato, Hamilton Sędzia: Brendon Pickerill |
| 9 października 202214:05 |         | 27:34 |               | FMG Stadium Waikato, Hamilton Sędzia: Brendon Pickerill |

| 8 października 202214:05 | Wellington | 28:21 | Hawke’s Bay | Sky Stadium, Wellington Sędzia: Ben O’Keeffe |
| 8 października 202214:05 |            | 28:21 |             | Sky Stadium, Wellington Sędzia: Ben O’Keeffe |

| 7 października 202219:05 | North Harbour | 18:21 | Auckland | North Harbour Stadium, Auckland Sędzia: Paul Williams |
| 7 października 202219:05 |               | 18:21 |          | North Harbour Stadium, Auckland Sędzia: Paul Williams |

| 15 października 202219:05 | Canterbury | 24:10 | Bay of Plenty | Orangetheory Stadium, Christchurch Sędzia: Ben O’Keeffe |
| 15 października 202219:05 |            | 24:10 |               | Orangetheory Stadium, Christchurch Sędzia: Ben O’Keeffe |

| 14 października 202219:05 | Wellington | 54:19 | Auckland | Sky Stadium, Wellington Sędzia: James Doleman |
| 14 października 202219:05 |            | 54:19 |          | Sky Stadium, Wellington Sędzia: James Doleman |

| 22 października 202219:05 | Canterbury | 18:26 | Wellington | Orangetheory Stadium, Christchurch Sędzia: Brendon Pickerill |
| 22 października 202219:05 |            | 18:26 |            | Orangetheory Stadium, Christchurch Sędzia: Brendon Pickerill |